# Thammaca
Thammaca är ett släkte av spindlar. Thammaca ingår i familjen hoppspindlar.
Kladogram enligt Catalogue of Life:
| Thammaca | \| \| Thammaca coriacea \| \| \| \| \| \| Thammaca nigritarsis \| \| \| \| |
|          | \| \| Thammaca coriacea \| \| \| \| \| \| Thammaca nigritarsis \| \| \| \| |
|          | Thammaca coriacea                                                          |
|          |                                                                            |
|          | Thammaca nigritarsis                                                       |
|          |                                                                            |